# Міністерство закордонних справ Української Держави
Міністерство закордонних справ Української Держави  — центральний орган виконавчої влади, діяльність якого спрямовувалась та координувалась Урядом Української Держави сформованим гетьманом П. П. Скоропадським. МЗС Української Держави здійснювало державне управління в області стосунків  з іноземними державами і міжнародними організаціями. 

## Історія
За часів Української Держави перед гетьманським урядом постали завдання подальшого ствердження незалежної України на міжнародній арені, встановлення ширших політичний контактів не тільки з державами Четверного союзу, з якими Україна була зв'язана Берестейським мирним договором, а й з нейтральними державами, країнами Антанти,  РСФРР та іншими новоутвореними державами на території колишньої Російської імперії.
Така широкомасштабна зовнішньополітична програма вимагала налагодженої роботи зовнішньополітичного відомства. Замість одного департаменту МЗС Української Держави було поділене на два: загальний департамент і департамент чужоземних зносин. Крім того, створено канцелярію міністерства. 
Спочатку міністерство тимчасово очолював  Микола Василенко (до остаточного сформування уряду), від 20 травня по 14 листопада – Дмитро Дорошенко, від 14 листопада – Георгій Афанасьєв. Товаришами (заступниками) міністра були Олександр Палтов (від 3 травня до листопада), А. Галіп (з початку листопада). Директором загального департаменту було призначено Костя Лоського, віцедиректором – В.Оренчука, директором департаменту чужоземних зносин – А.Яковлева, віцедиректором – М.Левицького, директором канцелярії – І.Мірного. Крім того, було затверджено дві категорії старших чинів міністерства (крім щойно означених): 5 членів ради міністерства (О.Ейхельман, О.Шульгін, М.Славинський, І.Красковський, О.Карпінський) і радників при міністрові (А.Галіп, Є.Лукасевич, М.Ткаченко). 
Було укомплектовано штати посольств і призначено послів: В. Липинського (Австро-Угорщина), Ф. Штейнгеля (Німеччина), О. Шульгіна (Болгарія), М. Суковкіна (Туреччина); надіслано дипломатичні місії до Фінляндії (К. Лоський), Швейцарії (Є. Лукасевич), Польщі (О. Карпінський), до Скандинавських держав (Б. Баженов), Румунії (В.Дашкевич-Горбацький), Всевеликого Війська Донського (генерал К. Середин), Франції (М. Могилянський), США та Великої Британії (І. Коростовець).